# Suzan
Suzan är en kommun i departementet Ariège i regionen Occitanien i södra Frankrike. Kommunen ligger  i kantonen La Bastide-de-Sérou som ligger i arrondissementet Foix. År 2022 hade Suzan 24 invånare.

## Befolkningsutveckling
Antalet invånare i kommunen Suzan
Referens: INSEE